# Cušima (Aiči)
Cušima (津島市, Cušima-ši) je japonské město, které se nachází na západě prefektury Aiči. V období Kamakura vzniklo jako Cušima-minato (津島湊 - přístav Cušima), zastávka při putování mezi provinciemi Owari a Ise při cestě přes trojici aluviálních řek Kisosansen - Kiso, Ibi a Nagara. V období Muromači se stalo takzvaným monzenmači - doslova městys před bránou [do chrámu nebo svatyně] při Cušimské svatyni.

## Geografie
Cušima leží v aluviální nížině Nobi, vytvořené trojicí řek Kisosansen, od jejich nynějšího toku východně (při levém břehu řeky Kiso) a na západ od velkoměsta Nagoja. Městem protéká řeka Nikkó (日光川) a méně významné říčky Šinbori (新堀川), Zentagawa (善太川) a Mukuigawa (目比川). Na západě sousedí s městem Aisai (愛西), na východě s městem Ama (あま) a městysem Kanie-čó (蟹江町) na jihovýchodě, v okrese Ama (海部).

## Klima
Průměrné teploty v zimě se pohybují mezi 0 - 10°C s občasným sněžením. Východoasijské období dešťů připadá na červen. Léto bývá horké a vlhké, s občasnými tajfuny (ve 20. století největší škody napáchal Tajfun Vera (伊勢湾台風 [Ise-wan Taifú]) v září 1959, doprovázený záplavami). Průměrné letní teploty se pohybují kolem 30 °C.

## Školství
V Cušimě působí:
- Odborné školy:
  - Odborná škola ošetřovatelství (津島市立看護専門学校; škola je v kompetenci města)
- Vyšší střední školy:
  - 3 vyšší střední školy v kompetenci prefektury
  - 1 vyšší střední škola soukromá
- Střední školy/gymnázia: celkem 4, všechny v kompetenci města
- Základní školy: celkem 8, všechny v kompetenci města
- 2 autoškoly

## Občanská vybavenost

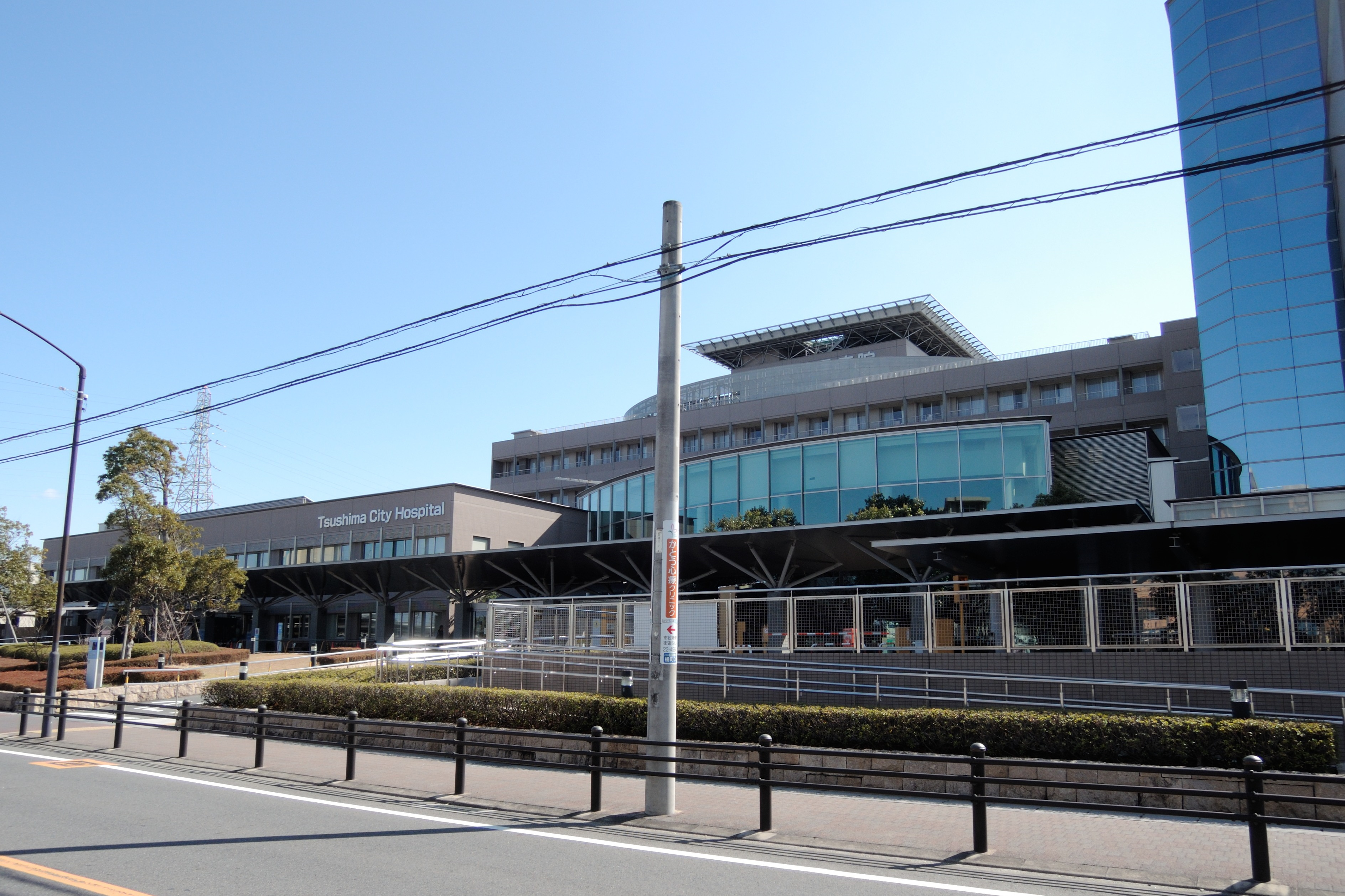
Cušimská městská nemocnice

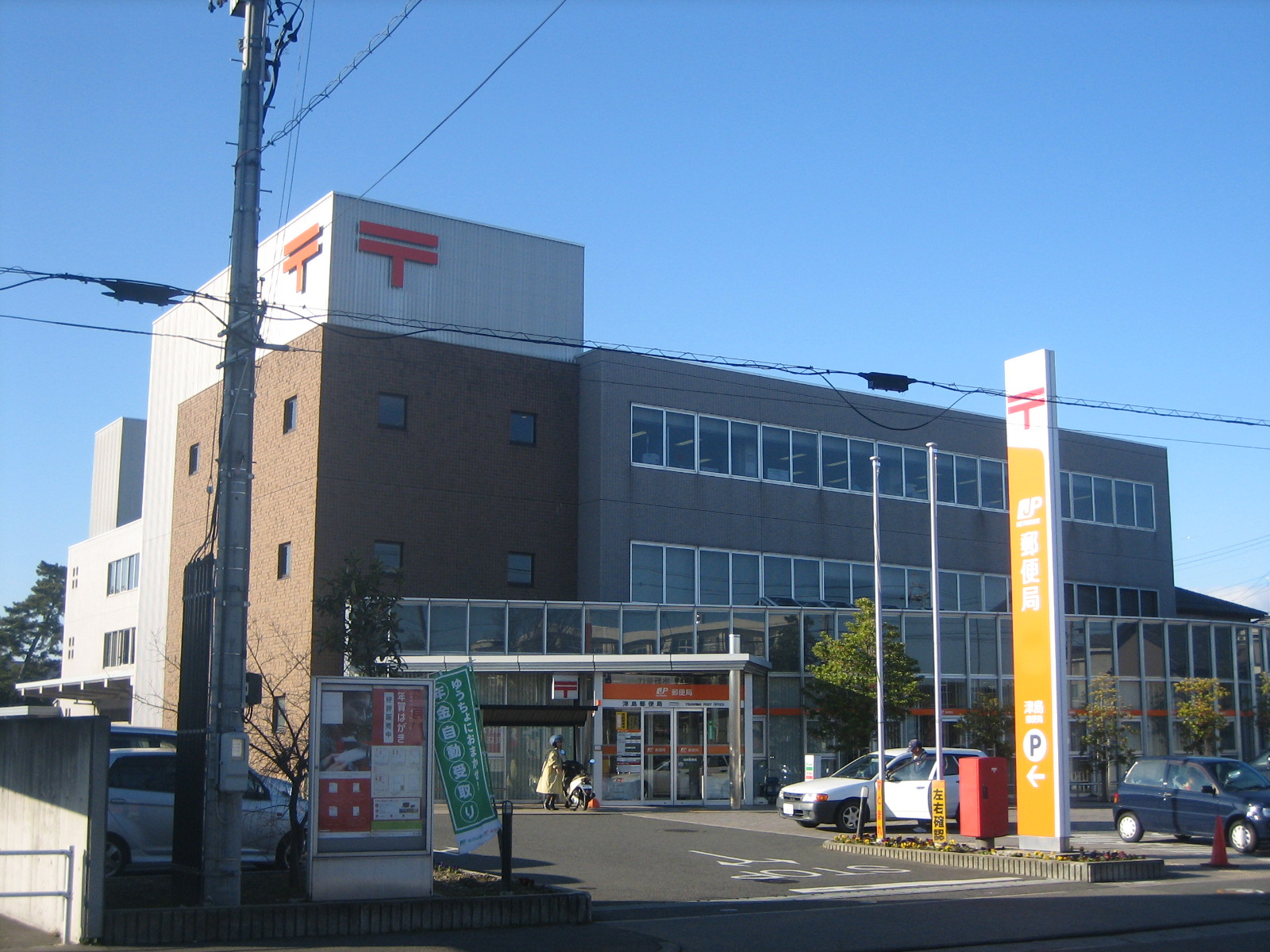
Hlavní pošta

Ve městě jsou 2 nemocnice, kulturní středisko, městská knihovna, 3 dětské/výchovné ústavy, 8 pošt. Hlavní poštou je Cušima júbinkjoku, v pomístní části Macubara-čó, její poštovní směrovací číslo je 〒496-8799. Působí od roku 1872.

## Partnerská města
- Hercules, Kalifornie, USA